# Kraftwerk Plomin
Das Kraftwerk Plomin (kroatisch: Termoelektrana Plomin, kurz: TE Plomin) ist ein 1970 in Betrieb genommenes Wärmekraftwerk in der Nähe des Dorfes Plomin (Gemeinde Kršan, Gespanschaft Istrien, Kroatien). Es wird mit Steinkohle befeuert.
Neben dem Block 1, der eine installierte Leistung von 120 MW aufweist, wurde im Jahr 2000 der Block 2 mit weiteren 210 MW in Betrieb genommen. Das Kraftwerk verfügt über einen 340 m hohen Schornstein, der das höchste Bauwerk in Kroatien ist und Flughindernisbefeuerung besitzt. Block 1 wird von der Hrvatska elektroprivreda (HEP) betrieben, Block 2 von der TE Plomin d.o.o., an der HEP und das deutsche Unternehmen RWE je zu 50 % beteiligt sind.